# Теория надёжности
Тео́рия надёжности — наука, изучающая закономерности распределения отказов технических устройств и конструкций, причины и модели их возникновения.
Теория надёжности изучает методы обеспечения стабильности работы объектов (конструкций, изделий, устройств, систем и т. п.) в процессе проектирования, производства, приёмки, транспортировки, эксплуатации и хранения.
Устанавливает и изучает количественные показатели надёжности. Исследует связь между показателями эффективности и надёжности.

## Предмет теории надёжности
Теория надёжности является комплексной научной дисциплиной, предмет которой включает изучение методов и приёмов, которых надлежит придерживаться в ходе проектирования, производства, приёмки, транспортировки, эксплуатации и хранения изделий и устройств для достижения максимальной эффективности и безопасности их использования, а также разработку методов, позволяющих рассчитывать количественные характеристики качества сложных технических систем на основе известных характеристик их составных частей. В частности, теория надёжности призвана устанавливать закономерности возникновения отказов устройств, прогнозировать появление отказов, находить способы повышения надёжности изделий при их проектировании, разрабатывать методы расчёта и проверки надёжности технических систем, изыскивать приёмы поддержания надёжности технических систем при их транспортировке, эксплуатации и хранении.
В рамках теории надёжности сформулировано немало положений, справедливых для любых технических устройств. На этих общих принципах базируются применяемые к различным системам и объектам методы и способы обеспечения надёжности, но реализация данных методов зачастую носит специфичный характер применительно к системам и объектам определённого назначения. В результате на практике выделяют общую теорию надёжности, в которой изучают общие закономерности отказов и восстановлений технических систем и общие методы обеспечения надёжности, и частные разделы этой теории, которые ориентированы на отдельные классы устройств и их элементов и учитывают их специфику.
Значительная часть вопросов, рассматриваемых в теории надёжности, носит по своему существу математический характер и для своего решения требует как применения уже известных математических средств, так и разработки новых. В теории надёжности нашли широкое применение методы теории вероятностей и математической статистики.
В рамках теории надёжности вводят количественные показатели надёжности технических систем, выявляют связи между ними и экономической эффективностью и безопасностью, обосновывают требования к надёжности объектов с учётом влияния на происходящие в них процессы внешних и внутренних воздействий, разрабатывают методы синтеза элементов и технических систем с заданной надёжностью, методы испытания технических систем и их элементов на надёжность.
Основные понятия и определения теории надёжности технических устройств сформулированы в ГОСТ 27.002—89 «Надёжность в технике. Основные понятия. Термины и определения».

## История возникновения и развития теории надежности
Первым Этапом становления теории надежности можно считать 1950 г. — 1960 г.г. В 1950 г. военно-воздушные силы США организовали группу для изучения проблем надежности радиоэлектронного оборудования. Группа установила, что основная причина выхода из строя радиоэлектронной аппаратуры заключалась в низкой надежности ее элементов. Был собран богатый статистический материал, который и явился основой теории надежности. Для математической обработки данного материала разрабатывались новые вероятностно-статистические математические подходы.
В 50-х годах ХХ-го века в СССР также были созданы первые группы надежности в ВВА им. Н. Е. Жуковского и ЦНИИ 22 МО. В конце 50-х в НИИ МЭП была разработана первая отраслевая методика расчета надежности.
Тогда же появилось математическое определение термина «надежность»:
• Надежность (reliability) есть вероятность того, что устройство выполняет свои функции в соответствии с предъявляемыми требованиями в течение заданного интервала времени.
Со временем появилось и другое определение:
• Надежность является интегральной функцией распределения вероятности безотказной работы от момента включения до первого отказа.
И наконец короткое определение, давшее начало следующему этапу разработки теории:
"Надежность — это вероятность безотказной работы.
Этап классической теории надежности (1960 г. — 1970 г). В эти годы появляется космическая техника, требующая повышенной надежности. С целью обеспечения требуемой надежности исследуется надежность при разработке, производстве и эксплуатации изделий. Разрабатывается теория диагностики сложных систем. Появляются новые стандарты по надежности машин.
Этап системных методов надежности (с 1970 г.). На этом этапе были разработаны новые требования к надежности, заложившие основу современных систем и программ обеспечения надежности. Были разработаны типовые методы обеспечения надежности на всех стадиях жизненного цикла изделий: конструктивные (выбор материала, запас прочности и т. д.), технологические (ужесточение допусков, повышение чистоты поверхности и т. д.), эксплуатационные (стабилизация условий эксплуатации, совершенствование методов диагностики, ТО и ремонта и т. д.).
В начале 60-х при Госстандарте создан НТС по проблемам надежности. В середине 60-х на предприятиях оборонного комплекса были созданы службы надежности. В 1969 году стал выходить журнал «Надежность и контроль качества». В середине 70-х в журнале Известия АН СССР «Техническая кибернетика» открыт раздел «Теория надежности». В конце 50-х, в начале 60-х годов в различных городах СССР зарождались научные школы надежности (Москва, Ленинград, Киев, Иркутск, Минск и др.). В 1985 был издан справочник «Надежность технических систем» под редакцией И. А. Ушакова с участием большого числа авторов не только из СССР, но и из США и других стран, обобщивший мировой опыт теоретических разработок и практических исследований надежности.
В 90-х годах XX в. развитие теории надежности в бывшем СССР приостановилось. И вновь началось после 2000 года. К примеру, известным ученым современности в области теории надежности является Корнейчук В. И., под его руководством на кафедре вычислительной техники НТУУ «КПИ» (Украина) были изданы многочисленные публикации, научные пособия и изобретения в области теории надежности.

## Математический аппарат
Математический аппарат современной теории надёжности основан на результатах следующих разделов математики:
- теория вероятностей;
- математическая статистика;
- теория случайных процессов;
- теория массового обслуживания;
- математическая логика;
- теория графов;
- теория оптимизации.

## Приложения теории надёжности
Развитие теории надёжности привело к появлению таких новых направлений прикладных научных исследований, как:
- физика отказов;
- статистическая теория прочности;
- техническая диагностика;
- инженерная психология;
- исследование операций;
- планирование эксперимента;
- и др.